# 페르난두 비아나
페르난두 비아나 자르딩 시우바(포르투갈어: Fernando Viana Jardim Silva, 1992년 2월 20일 ~ )는 짧게 페르난두 비아나라고도 불리는 브라질의 축구 선수로, 포지션은 스트라이커이다. 현재 넴제티 버이녹샤그 I의 키스바르다에서 활약 중이다. 2018년 대한민국 K리그2 수원 FC에서 활약 한 바 있으며, 등록명은 비아나였다.